# Wacken (Rollstein)

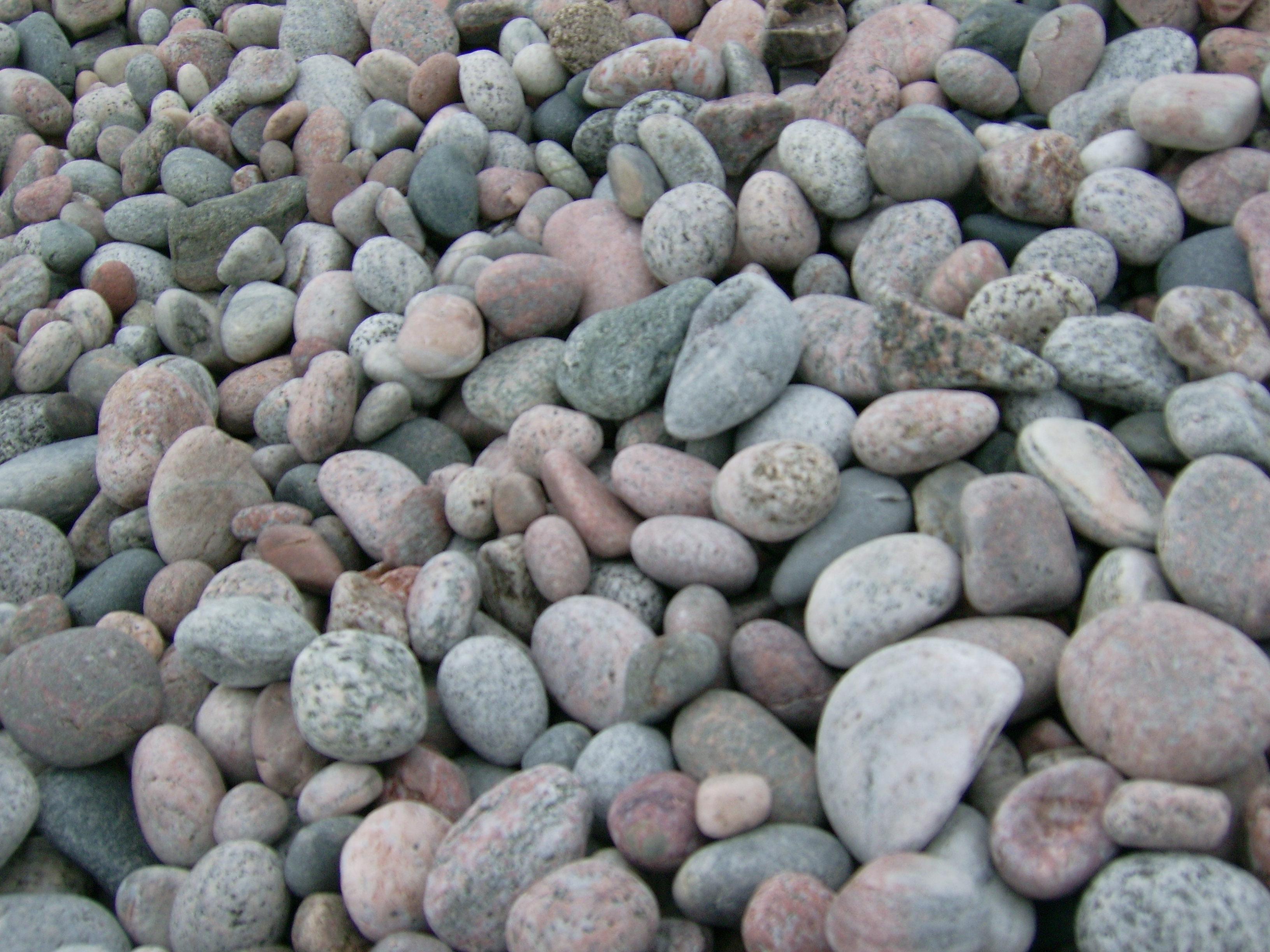

Als Wacken oder Wackenstein bezeichnet man im bayerischen Dialekt, im alemannischen Dialekt, im Alpenraum und darüber hinaus Rollsteine von etwa Faust- bis Kopfgröße. Die Wacken entstammen als fluviatiles Sediment aus Flussbetten oder wurden durch Geschiebe umgelagert.
Der Begriff findet sich auch in dem Wort Grauwacke und Grauwackenzone, aus deren Formationen die Wacken oft herstammen. Es ist jedoch nicht zu verwechseln mit dem Bergmannsbegriff Wacke oder Wake aus dem Hochdeutschen.
Aus Wacken, Wackenstein
oder Wackersteinen, welche man vor allem als Lesesteine aufklaubte, fertigte man vor allem Kopfsteinpflaster bzw. Katzenkopfpflaster an. Als Baumaterial für Burgen und Häuser fand es ebenfalls Verwendung, war aber aufgrund der runden Form nur begrenzt einsetzbar. Bei Burgen verwendete man es vor allem als Füllung für starke Mauern. Manche Türme bestehen auch ganz aus Wacken und Feldsteinen. 
Abgeleitet von dem lokal als Wagke, Waggestai gesprochenen Wort leitet sich wohl das Schweizerdeutsche und im Speziellen Baseldeutsche Wort Waggis her. Auch das im Elsass und der Pfalz bekannte Wort Wackes dürfte sich davon ableiten.